# Institution royale pour l'avancement des sciences
L'Institution royale pour l'avancement des sciences est une fondation créée en 1801 en vertu d'une loi de l'Assemblée législative du Bas-Canada (41 George III, chapitre 17), loi pour la création d'écoles gratuites anglophones et l'avancement des sciences dans cette province (An Act for the Establishment of Free Schools and the Advancement of Learning in this Province).

## Origine

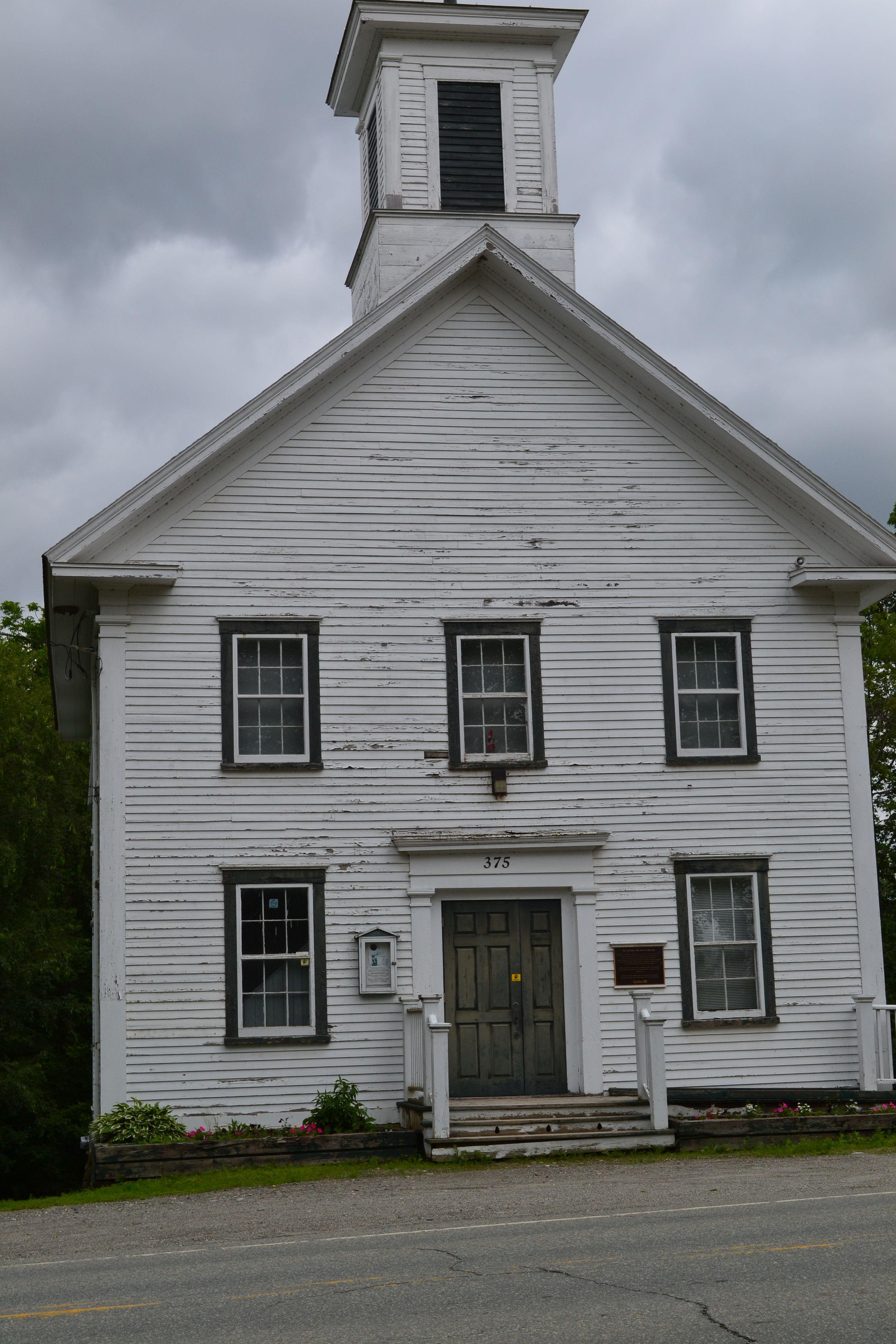
Académie élémentaire anglophone (1864) de l'Institution royale, situé à Eaton Corner.

C'est le gouverneur Robert Shore Milnes qui réussit à faire passer la loi créant l'Institution royale, laquelle établissait un réseau d'écoles publiques uniquement anglophones.
Un projet de loi fut présenté le 7 février 1801 par le juge député Pierre-Amable de Bonne afin de créer l'Institution royale pour l'établissement des écoles gratuites anglaises et protestantes sous la présidence de l'évêque anglican de Québec et la taxation des citoyens pour en financer le fonctionnement. Le but recherché était d'angliciser les francophones pour que Britanniques et Français ne forment plus qu'un peuple. Le 7 avril, le Conseil privé de Sa Majesté se prononce favorablement sur la loi. Le 24 mars 1802, le projet de loi est accepté par les députés,[réf. à confirmer].

## Évolution
À la mort de James McGill en 1813, son legs fut administré par l'Institution royale. McGill College verra le jour le 31 mars 1821 par une charte royale accordée par James Broun-Ramsay (Lord Dalhousie), gouverneur général du Canada, En 1816, l'Institution royale est autorisée à exploiter deux nouveaux lycées, l'un à Québec et l'autre à Montréal. Curieusement, la charte royale créant l’université McGill par la reine Victoria fut accordée le 6 juillet 1852, la même année de la création de Université Laval.
Le clergé catholique, par contre, décourage les francophones à réclamer des écoles royales sur lesquelles il n'a point juridiction.
En 1846, l'un des deux lycées royaux d'origine est fermé et l'autre fusionné avec le High School of Montreal.
Au milieu du XIXe siècle, l'Institution royale avait perdu le contrôle des quatre-vingt-deux autres lycées qu'elle administrait.
Cependant, en 1853, elle reprend le contrôle du conseil d'administration du High School of Montreal et continue à l'exploiter jusqu'en 1870.
Par la suite, il ne lui restait plus qu'à administrer le legs de McGill pour le compte du collège privé.
L'Institution royale continue d'exister aujourd'hui ; c'est la société qui détient tous les biens acquis par McGill College ou lui ayant été cédés ou légués, et assume toute dette contractée par McGill College.

## Lien extérieur
- https://www.erudit.org/en/journals/cdd/1900-v1-n1-cdd06250/1080062ar.pdf / L'Université de Montréal Par Olivier Maurault, P.D., P.S.S.